# Phönix D.II
Phönix D.II byl rakousko-uherský stíhací dvouplošník. Letoun vyráběla firma Phönix Flugzeugwerke AG, na jeho konstrukci pracovali konstruktéři Ing. Leo Kirste a Ing. Edmund Sparmann.

## Vznik
Stroj vznikl zejména důkladným odlehčením draku letounu Phönix D.I a úpravami konstrukce, stroj měl průběžné horní křídlo bez vzepětí a přepracovanou VOP (výškové kormidlo navíc dostalo rohové odlehčení). Prototypem budoucího nového stíhače byl stroj Phönix 20.18, poháněný šestiválcem Hiero o výkonu 200 koní (147 kW). Ty se vyráběly v sériích 122, 222 a 322 na které navázal stroj D.IIa (série 422) poháněný motorem Hiero o výkonu 230 koní (169 kW). Všechny byly vyzbrojeny dvěma synchronizovanými kulomety ráže 8 mm.

## Specifikace (D.IIa série 422 )

### Technické údaje
- Posádka: 1 (pilot)
- Rozpětí: 9,80 m
- Délka: 6,62 m
- Výška: 3,01 m
- Nosná plocha: 25,00 m²
- Hmotnost prázdného letounu: 685 kg
- Vzletová hmotnost: 951 kg
- Pohonná jednotka: 1 × kapalinou chlazený stojatý řadový šestiválec Hiero 6
  - Výkon pohonné jednotky: 230 k (169 kW)

### Výkony
- Maximální rychlost: 185 km/h
- Čas výstupu do výšky:
  - 1000 m ÷ 2 min
  - 5000 m ÷ 24 min

### Výzbroj
- 2 × synchronizovaný kulomet Schwarzlose ráže 8 mm